# Pilea glaberrima
Pilea glaberrima là loài thực vật có hoa trong họ Tầm ma. Loài này được (Blume) Blume miêu tả khoa học đầu tiên năm 1856.